# Oberfichtenmühle

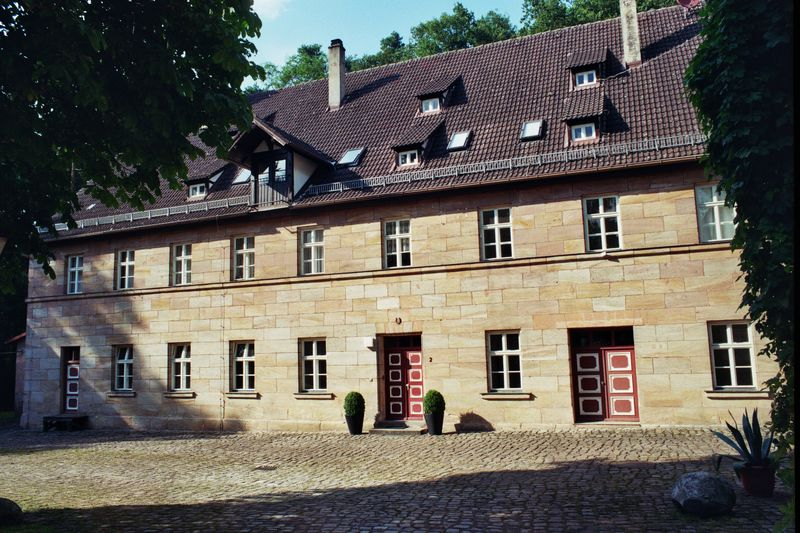
Das ehemalige Mühlengebäude (2016)

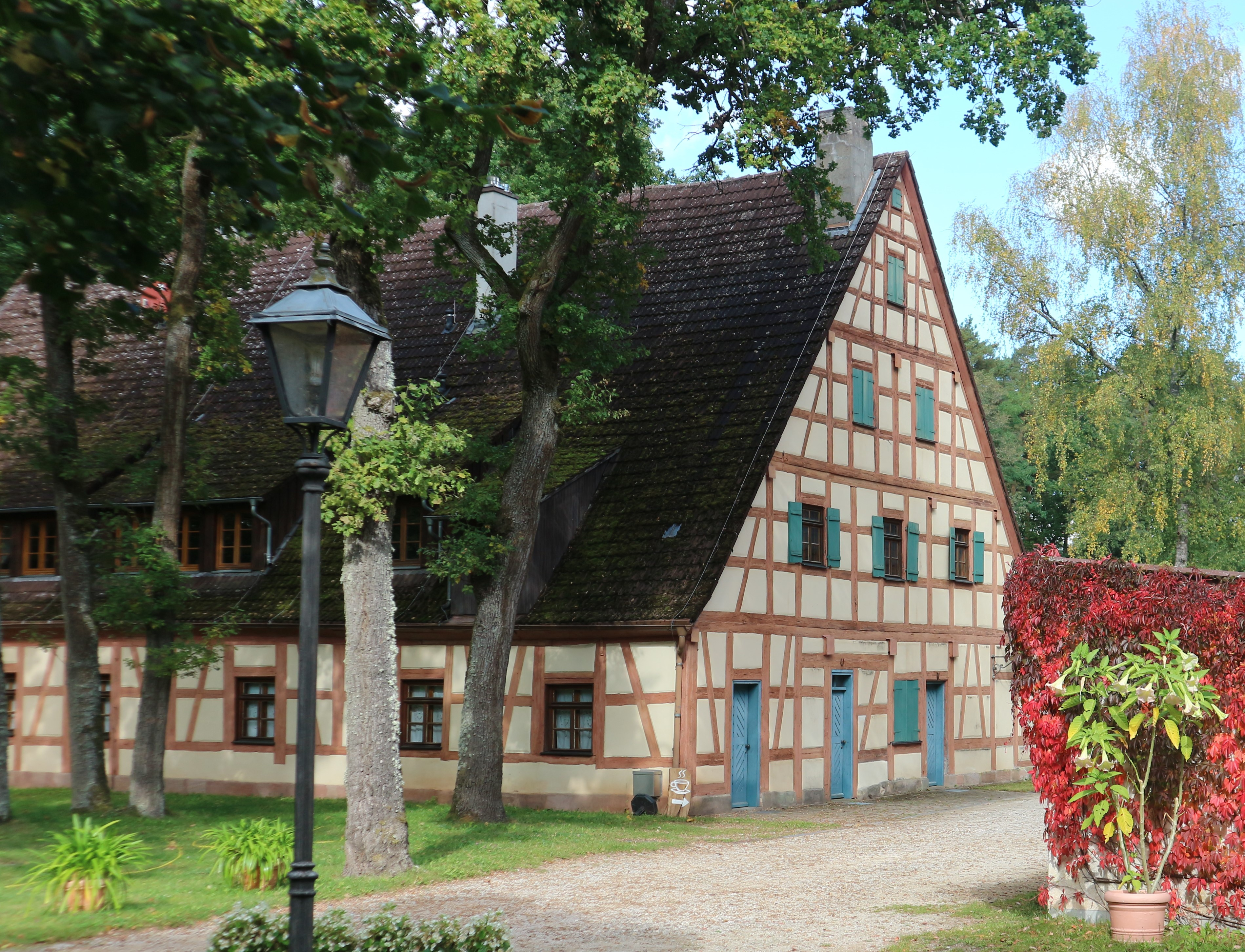
Die Ziegelhütte (2020)

Darstellung der Oberfichtenmühle zu Zeiten der Bleistiftfabrikation (um 1910)

Oberfichtenmühle (fränkisch: Ewafejchdnmil) ist ein Gemeindeteil der Gemeinde Rednitzhembach im Landkreis Roth (Mittelfranken, Bayern). Oberfichtenmühle liegt in der Gemarkung Rednitzhembach. Das denkmalgeschützte Ensemble befindet sich am östlichen Gemeinderand, an der Gemeindegrenze zu Schwanstetten.

## Geographische Lage
Der Weiler ist großteils von Wald umgeben und wird im Norden vom Hembach berührt. Er liegt circa einen Kilometer östlich des Rednitzhembacher Altortes. Westlich an die Oberfichtenmühle schließt sich die ebenfalls ehemalige Papiermühle Unterfichtenmühle an. Etwas mehr als 100 m in südlicher Richtung befindet sich der bayerische Staatsforst Soos und knapp 400 m östlich der Main-Donau-Kanal.

## Geschichte
Der Ort wurde 1363 als „Viecht Muel“ erstmals urkundlich erwähnt. Nachdem der Nürnberger Ulman Stromer 1390 die Kunst der Papierherstellung nach Mitteleuropa gebracht und mit dem Betrieb seiner Hadermühle diese Technik etabliert hatte, entstanden nach und nach weitere Papiermühlen. In der Oberfichtenmühle wurde spätestens seit 1433 Papier hergestellt. Sie war damit die erste Papiermühle im Fürstentum Ansbach.
Gegen Ende des 18. Jahrhunderts bestand Oberfichtenmühle aus zwei Anwesen (1 Papiermühle, 1 Ziegelhütte). Das Hochgericht übte das ansbachische Oberamt Schwabach aus. Das ansbachische Richteramt Schwand war Grundherr der beiden Anwesen.
Von 1797 bis 1808 unterstand Oberfichtenmühle dem Justiz- und Kammeramt Schwabach. 1806 kam der Ort an das Königreich Bayern. Im Rahmen des Gemeindeedikts wurde 1808 Oberfichtenmühle dem Steuerdistrikt Rednitzhembach (I. Sektion) und der 1818 gebildeten Ruralgemeinde Rednitzhembach zugeordnet.

### Nutzung
1557 wurde, vermutlich auf Grund von Lehmvorkommen des Hembachs, eine Ziegelhütte errichtet, welche zunächst ein eigenständiger Betrieb unabhängig von der Papiermühle war. Ab 1640 wird mit Erasmus Mörl erstmals ein Besitzer beider Betriebe (der Papiermühle und der Ziegelhütte) genannt. Er besaß auch das angrenzende Holzgut (heute zu Schwanstetten). Im Jahre 1641 ließ Mörl die Ziegelhütte renovieren. Die „Ziegler auf der Fichtenmühle“ werden bis zum Ende des 17. Jahrhunderts in den Schwander Kirchenbüchern genannt. Danach verfiel die Ziegelhütte zusehends, so dass 1805 der neue Eigentümer, Friedrich Carl Volkert, sie in ihrem heutigen Aussehen errichtete.
Im Jahre 1648 ist von zwei Mühlwerken die Rede: eines diente der Papierherstellung und ein anderes dem Betrieb einer Schleifmühle.
Nach häufigem Besitzerwechsel gelangte die Mühle 1684 in den Besitz des Markgrafen Johann Friedrich von Brandenburg-Ansbach. Er ernannte sie zur „Hochfürstlichen Papiermühle“, die Qualität des dort hergestellten Papiers machte die Oberfichtenmühle zu einer der bedeutendsten Papiermühlen im deutschsprachigen Raum. Komponisten wie Johann Sebastian Bach oder Johann Georg Pisendel verwendeten unter anderem Oberfichtenmühler Papier als Notenblätter.
Nachdem 1861 das Mühlengebäude vollständig abgebrannt war, wurde es großzügig wieder aufgebaut. Die Papierherstellung endete 1867, da die Fabrikation des Hadernpapiers nicht mit der zunehmend aufkommenden industriellen Fertigung mithalten konnte.
Der Fabrikant Moritz Nopitsch (1838–1876) erwarb 1871 die Mühle von der Königlichen Bank in Nürnberg, welche davor Eigentümerin gewesen ist, und richtete dort einen Zweigbetrieb seiner „Glocken-Bleistiftfabrik“ aus Schweinau ein. Fortan wurden hier bis 1928 Blei- und Farbstifte und Pastellkreiden produziert, die vorwiegend in den Export gingen. 1890 wurden die hölzernen Wasserräder der Mühle durch ein eisernes, zwei Meter breites und fünf Meter hohes Wasserrad ersetzt. Zudem erfolgte die Einrichtung eines Elektrizitätswerks mit 220 Volt Wechselstrom. 1924 wurde zusätzlich noch ein Maschinenhaus mit einer 25-PS-Lanz-Dampfmaschine eingerichtet.
Im Jahr 1912 wurde eine Geflügelzucht mit aus den USA importierten Brutöfen aufgebaut, was im damaligen Landkreis Schwabach ein Novum darstellte. In einer Viehzählung von 1912 werden in der Oberfichtenmühle 304 Enten, 755 Hühner und 111 Truthühner genannt. Nach dem Ersten Weltkrieg wurde die Zucht auf Grund von Schwierigkeiten bei der Futterbeschaffung eingestellt.
Nach dem Niedergang der Bleistiftfabrikation waren in den Gebäuden diverse Betriebe eingemietet; ein Hammerwerk zur Bronzeherstellung, eine Spielwarenfabrik und im eigentlichen Mühlengebäude eine Tabakwaren- und Lamettafabrikation. An Christi Himmelfahrt 1931 brannte das Mühlengebäude abermals nieder und wurde wiederum neu aufgebaut.
Im Rahmen der Kinderlandverschickung wurde die Oberfichtenmühle während des Zweiten Weltkriegs für die Unterbringung Nürnberger Kinder genutzt.

### Baudenkmäler
In Oberfichtenmühle gibt es vier Baudenkmäler:
- Haus Nr. 1 und 3: Ehemalige Papiermühle
- Haus Nr. 2: Wohngebäude
- Haus Nr. 4: Ziegelhütte
- Haus Nr. 5: Wohnhaus

### Einwohnerentwicklung
| Jahr      | 001818 | 001840 | 001861 | 001871 | 001885 | 001900 | 001925 | 001950 | 001961 | 001970 | 001987 |
| Einwohner | 29     | 14     | 48     | 22     | 12     | 13     | 23     | 64     | 44     | 29     | 16     |
| Häuser    | 2      | 2      |        |        | 3      | 3      | 4      | 5      | 5      |        | 5      |
| Quelle    | [ 14 ] | [ 15 ] | [ 16 ] | [ 17 ] | [ 18 ] | [ 19 ] | [ 20 ] | [ 21 ] | [ 22 ] | [ 23 ] | [ 24 ] |

## Religion
Oberfichtenmühle ist seit der Reformation evangelisch-lutherisch geprägt und bis heute nach St. Johannes der Täufer (Schwand bei Nürnberg) gepfarrt. Die Katholiken sind nach Heilig Kreuz (Plöckendorf) gepfarrt. Von Juni 1940 bis zur Weihe der katholischen Kirche in Plöckendorf, 1961, befand sich in der ehemaligen Ziegelhütte ein „Betsaal“, der für die Rednitzhembacher und Schwander Katholiken als Notkirche fungierte. Seit 2014 findet jährlich am Himmelfahrtstag ein Gottesdienst der Pfarrei Heilig Kreuz, Rednitzhembach, in Erinnerung an die Anfänge der Kirchengemeinde statt.